# Jan Kanty Zamoyski
Le comte Jan Kanty Zamoyski (4 août 1900 à Stará Ľubovňa - 28 septembre 1961 à Monte-Carlo) était un aristocrate polonais.
Il était le fils du comte Andrzej Przemysław Zamoyski et de la princesse Marie-Caroline de Bourbon-Deux-Siciles, elle-même petite-fille du roi François Ier des Deux-Siciles.
Il était propriétaire de domaines à Ľubovňa, Vyšné Ružbachy et Mníšek à Spiš .

## Mariage et enfants
Jan Kanty a épousé la princesse Isabel Alfonsa de Bourbon-Deux-Siciles le 9 mars 1929 à Madrid et ils ont eu quatre enfants :
- Comte Karol Alfons Zamoyski (28 octobre 1930 - 26 octobre 1979)[réf. nécessaire]
- Comtesse Maria Krystyna Zamoyska (2 septembre 1932 - 6 décembre 1959)[réf. nécessaire]
- Comte Józef Michal Zamoyski (né le 27 juin 1935-22/23 mai 2010)[réf. nécessaire]
- Comtesse Maria Teresa Zamoyska (née le 18 avril 1938)[réf. nécessaire]